# Tiksibaai
De Tiksibaai, Tiksibocht of Baai van Tiksi (Russisch: Тикси бухта; Tiksi boechta) is een baai aan de Laptevzee, iets ten oosten van de Lenadelta. De baai heeft een lengte van 21 kilometer en een breedte aan de monding van 17 kilometer. De noordelijke kust bestaat uit losliggende rotsen en fossiel ijs. De baai is bevroren van oktober tot juli. Het getijdeverschil bedraagt 0,3 meter. Aan de westoever bevindt zich de plaats Tiksi, een haven aan de Noordelijke Zeeroute.